# Унаї Лопес
Унаї Лопес Кабрера (ісп. Unai López Cabrera; нар. 30 жовтня 1995, Еррентерія) — іспанський футболіст, півзахисник клубу «Атлетік Більбао».

## Клубна кар'єра
Унаї починав свою кар'єру в «Антигуоко» і «Реал Сосьєдаді», а 2011 року став футболістом «Атлетіка». Сезон 2011/12 він провів у юнацькому чемпіонаті, а потім став виступати у дорослих лігах, спочатку за третю, а потім і за другу команди клубу. У сезоні-2014/15 Унаї перевели до першої команди, за яку дебютував 30 серпня 2014 року в матчі проти «Леванте».

## Кар'єра в збірній
Унаї без особливого успіху виступав за юнацькі іспанські збірні. 2014 року провів дві гри у складі молодіжної збірної Іспанії.

## Статистика виступів
- Востаннє оновлено станом на 20 липня 2020 року.

| Басконія Іспанія | 2012–2013          | Терсера Дивізіон   | 21  | 2  | - | - | - | - | 21  | 2  |
| Басконія Іспанія | Загалом            | Загалом            | 21  | 2  | - | - | - | - | 21  | 2  |
| Більбао Атлетік Іспанія                                                                                                | 2013–2014          | Сегунда Дивізіон Б | 33  | 4  | - | - | - | - | 33  | 4  |
| Більбао Атлетік Іспанія                                                                                                | Загалом            | Загалом            | 33  | 4  | - | - | - | - | 33  | 4  |
| Атлетік (Більбао) Іспанія                                                                                              | 2014–2015          | Ла-Ліга            | 19  | 0  | 1 | 0 | 4 | 0 | 24  | 0  |
| Атлетік (Більбао) Іспанія                                                                                              | Загалом            | Загалом            | 19  | 0  | 1 | 0 | 4 | 0 | 24  | 0  |
| Більбао Атлетік Іспанія                                                                                                | 2015–2016          | Сегунда Дивізіон   | 37  | 2  | - | - | - | - | 37  | 2  |
| Більбао Атлетік Іспанія                                                                                                | Загалом            | Загалом            | 37  | 2  | - | - | - | - | 37  | 2  |
| Леганес (О) Іспанія | 2016–2017          | Ла-Ліга            | 23  | 2  | 1 | 0 | - | - | 24  | 2  |
| Леганес (О) Іспанія | Загалом            | Загалом            | 23  | 2  | 1 | 0 | - | - | 24  | 2  |
| Райо Вальєкано (О) Іспанія                                                                                             | 2017–2018          | Сегунда Дивізіон   | 39  | 3  | 1 | 0 | - | - | 40  | 3  |
| Райо Вальєкано (О) Іспанія                                                                                             | Загалом            | Загалом            | 39  | 3  | 1 | 0 | - | - | 40  | 3  |
| Атлетік (Більбао) Іспанія                                                                                              | 2018–2019          | Ла-Ліга            | 7   | 0  | 1 | 0 | - | - | 8   | 0  |
| Атлетік (Більбао) Іспанія                                                                                              | 2019–2020          | Ла-Ліга            | 26  | 1  | 3 | 0 | - | - | 29  | 1  |
| Атлетік (Більбао) Іспанія                                                                                              | Загалом            | Загалом            | 33  | 1  | 4 | 0 | - | - | 37  | 1  |
| Загалом за кар'єру | Загалом за кар'єру | Загалом за кар'єру | 205 | 14 | 7 | 0 | 4 | 0 | 216 | 14 |
| (1) Враховуючи Копа-дель-Рей. (2) Враховуючи Лігу Europa та Лігу чемпіонів. (О) Вказує на те, що гравець був в оренді. |                    |                    |     |    |   |   |   |   |     |    |

## Титули і досягнення
- Володар Суперкубка Іспанії (1):

«Атлетік»: 2020